# علم الكون الغشائي

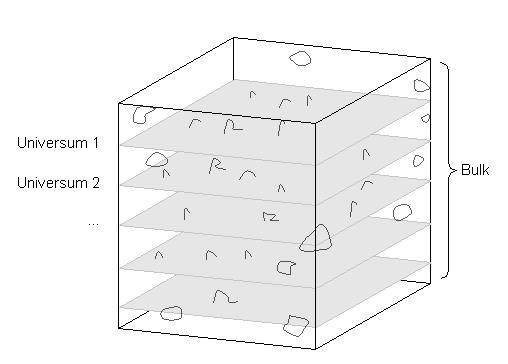

يعود أصل علم الكون الغشائي (بالإنجليزية: Brane cosmology)‏ إلى العديد من النظريات في فيزياء الجسيمات وعلم الكون أتت من التشجيع الحاصل من نظرية الأوتار الفائقة ونظرية-إم، لكنها لم تُستمد حصرياً منها.

## التغشية والجرم
الفكرة الأساسية هي أن الكون المرئي الرباعي الأبعاد محصورة بتغشية داخل فضاء ذات أبعاد أكبر، يُسمى «جرم». والأبعاد الإضافية هي أبعاد مضغوطة، في هذه الحالة يحتوي الكون المشاهد على أبعاد إضافية، ومن ثم لا يوجد مرجع مناسب للجرم في هذا السياق. في نموذج الجرم، قد يكون التغشيات الأخرى تتحرك من خلال هذا الجرم. يمكن أن يؤدي التفاعلات مع هذا الجرم، وربما مع التغشيات الأخرى، إلى تأثير للتغشية الخاصة بكوننا ولذلك ستقدم تأثيرات لا يمكن رؤيتها في النماذج الكونية الأكثر عيارية.

## لماذا الثقالة ضعيفة
إن إحدى ميزات الرائعة، هي إمكانية هذا النموذج بشرح سبب ضعف الثقالة بالنسبة لجميع القوى الأساسية الأخرى للطبيعة، وبالتالي حل ما يسمى بالمسألة الهرمية. في صورة التغشية، تكون القوى الثلاثة الأخرى (الكهرومغناطيسية والقوتين النوويتين الضعيفة والقوية) محلية على التغشية، أما الثقالة فليس لديها قيود وبالتالي الكثير من قوة جاذبيتها «تتسرب» في الجرم. وبالتالي، ينبغي أن تظهر قوة الثقالة بشكل كبير على المقاييس الصغيرة (ما دون الذري أو على الأقل ما دون المليمترات), في المكان الذي «ترسبت» فيها القليل من القوة التثاقلية. ستختبر العديد من التجارب حالياً هذه النظريات.

## نماذج علم الكون الغشائي
إن سيناريوهات راندال-سندرم (RS1 و RS2; أنظر نظرية الهندسة الملتوية خماسية الأبعاد للشرح الغير تقني للنموذج RS1), وقبل-الانفجار العظيم، والإكبايروتية والدورية هي نماذج خاصة لعلم الكون الغشائي التي قد جذبت كمية جديرة بالاهتمام من الاهتمام. تفترض النظرية الإكبايروتية بأن أصل الكون المشاهد قد جاء من تصادم تغشيتين متوازيتين.